# Woods 5: Grey Skies & Electric Light
Woods 5: Grey Skies & Electric Light é o quinto e último álbum de estúdio de Woods of Ypres. Para alguns, um dos melhores álbuns do estilo. Nele encontra-se uma série de canções pesadas e introspectivas, fortes e lentas, porém tem o diferencial de conseguir aliar a depressiva lentidão do estilo com ritmos mais acelerados, como pode-se verificar na faixa: "Lightning & Snow", que tem uma pegada progressiva. Outra característica curiosa é a presença de letras positivas. Exemplos disso são as músicas: "Career Suicide (Is Not Real Suicide)" e "Adora Vivos", com letras relativamente positivas, comparando com outras bandas de doom metal.

## Produção e gravação
O álbum foi gravado em agosto de 2011 no Beach Road Studios com o produtor Siegfried Meier, mixado por John Fryer em Goderich, Ontário, e lançado no ano seguinte pela gravadora Earache Records.  Em comparação aos álbuns passados de Woods of Ypres, Woods 5 tem uma maior ênfase nos vocais limpos e graves, é mais voltado ao doom e gothic metal, tendo menos do black metal que estava presente nos lançamentos anteriores. Esse é o único álbum da banda de estúdio com o guitarrista Joel Violette, e o primeiro álbum desde Woods III com David Gold na bateria. O referido álbum marcou a colaboração final na banda do violoncelista Raphael Weinroth-Browne e da oboísta Angela Schleihauf, que também estiveram presentes no álbum anterior.
```
"É verdade que Joel e David são os dois únicos membros da banda neste CD. Eles trabalharam tão duramente, dias longos, durante a noite, mas levou tempo para celebrações no final do dia. David disse: "Mãe, eu acho que esse álbum é o nosso melhor!!!!" Desfrute da música do meu filho. ...Eu sinto falta dele... Nossas vidas estão mudadas para sempre."  
Esther Gold, mãe de David Gold.
[
7
]
```

## Lançamento
Originalmente programado para ser lançado em 30 de janeiro, a versão final do álbum foi lançada no Reino Unido e na Europa em  fevereiro de 2012, e em abril do mesmo ano nos Estados Unidos, pela gravadora Earache.
| País/Continente | Data                    | Gravadora | Formato          |
| --------------- | ----------------------- | --------- | ---------------- |
| Reino Unido     | 13 de fevereiro de 2012 | Earache   | CD e Vinil duplo |
| Europa          | 27 de fevereiro de 2012 | Earache   | CD e Vinil duplo |
| Estados Unidos  | 16 de abril de 2012     | Earache   | CD e Vinil duplo |

Outras versões
Um link para uma versão incompleta promocional do álbum foi twittado pela Earache Records logo após a morte de David Gold em 21 de dezembro de 2011. Esta versão do álbum exclui "Keeper of the Ledger", separa "Kiss My Ashes (Goodbye)" em duas partes, e a ordem das faixas é diferente da lançada oficialmente. O vinil de edição limitada de Woods 5 inclui um mix exclusivo do produtor de "Finality" no segundo disco, que não está oficialmente disponível em outros formatos.

## Recepção
| Críticas profissionais | Críticas profissionais |
| Avaliações da crítica  | Avaliações da crítica  |
| Fonte                  | Avaliação              |
| ---------------------- | ---------------------- |
| About.com              | 4.5 de 5 estrelas.     |
| Exclaim.ca             | (positiva)             |
| Metal Hammer           | [ 11 ]                 |

A recepção a Woods 5 foi amplamente positiva. A about.com deu ao álbum uma pontuação próxima à perfeita de 4,5/5 estrelas, enquanto a Metal Hammer deu 6/7 estrelas, elogiando as letras e os vocais de David Gold.
Em 19 de fevereiro de 2013, Woods 5 foi indicado para um prêmio Juno por "Álbum de Música de Metal/Hard do Ano", concorrendo com álbuns de Cancer Bats, Castle, Devin Townsend e Ex Deo, sendo então conquistado por Woods.
| Ano  | Prêmio | Album indicado                       | Categoria                                            | Resultado |
| ---- | ------ | ------------------------------------ | ---------------------------------------------------- | --------- |
| 2012 | Juno   | Woods 5: Grey Skies & Electric Light | Prêmio Juno por álbum de música de Metal/Hard do ano | Venceu    |

## Faixas
Todas as letras de David Gold.
| N.º            | Título                                 | Duração |  |
| 1.             | "Lightning & Snow"                     | 4:41    |  |
| 2.             | "Death Is Not an Exit"                 | 5:10    |  |
| 3.             | "Keeper of the Ledger"                 | 6:05    |  |
| 4.             | "Traveling Alone"                      | 5:04    |  |
| 5.             | "Adora Vivos"                          | 5:42    |  |
| 6.             | "Silver"                               | 4:49    |  |
| 7.             | "Career Suicide (Is Not Real Suicide)" | 3:44    |  |
| 8.             | "Modern Life Architecture"             | 7:21    |  |
| 9.             | "Kiss My Ashes (Goodbye)"              | 10:53   |  |
| 10.            | "Finality"                             | 3:55    |  |
| 11.            | "Alternate Ending"                     | 4:28    |  |
| Duração total: | Duração total:                         | 62:02   |  |

## Créditos
- David Gold - vocais, guitarras, bateria
- Joel Violette - guitarra solo, baixo, piano
- Raphael Weinroth-Browne - violoncelo
- Angela Schleihauf - oboé